# ملیکه پیکل
ملیک پیکل (انگلیسی: Melike Pekel؛ زادهٔ ۱۴ آوریل ۱۹۹۵) بازیکن فوتبال اهل ترکیه است.
از باشگاه‌هایی که در آن بازی کرده‌است می‌توان به باشگاه فوتبال زنان بایرن مونیخ اشاره کرد.
وی همچنین در تیم ملی فوتبال زنان ترکیه بازی کرده‌است.